# Jean de Bethune
Jean-Baptiste Charles François Bethune, més conegut com a Jean de Bethune (Kortrijk, aleshores al Regne Unit dels Països Baixos, 25 d'abril de 1821 - Marke, 18 de juny del 1894), va ser un arquitecte, artesà i decorador belga, i un dels protagonistes del moviment neogòtic.

## Biografia
La seva família, una nissaga de rics comerciants era originària de Lilla que al segle xviii es van establir a Flandes. Eren catòlics convençuts i políticament molt actius a la jove Bèlgica. La família va rebre un títol de noblesa pel rei dels belgues. Pòstumament es va afegir la partícula de, signe de noblesa, al cognom.
Primer va estudiar dret a la Universitat de Lovaina i la seva formació artística a l'Acadèmia de les Belles Arts de Kortrijk. Sota la influència de l'arquitecte anglès Augustus Welby Northmore Pugin es va interessar més per a l'arquitectura i les arts aplicades. Amb Pugin, era convençut que un retorn a l'arquitectura gòtica i als valors cristians de l'edat mitjana podria contribuir a una revifalla del catolicisme. Amb el seu amic, el poeta Guido Gezelle va crear a Bruges el 1851 Société de Saint-Luc amb l'ànim de formar els arquitectes en l'esperit religiós de tradició gòtica.

## Obres destacades[2]

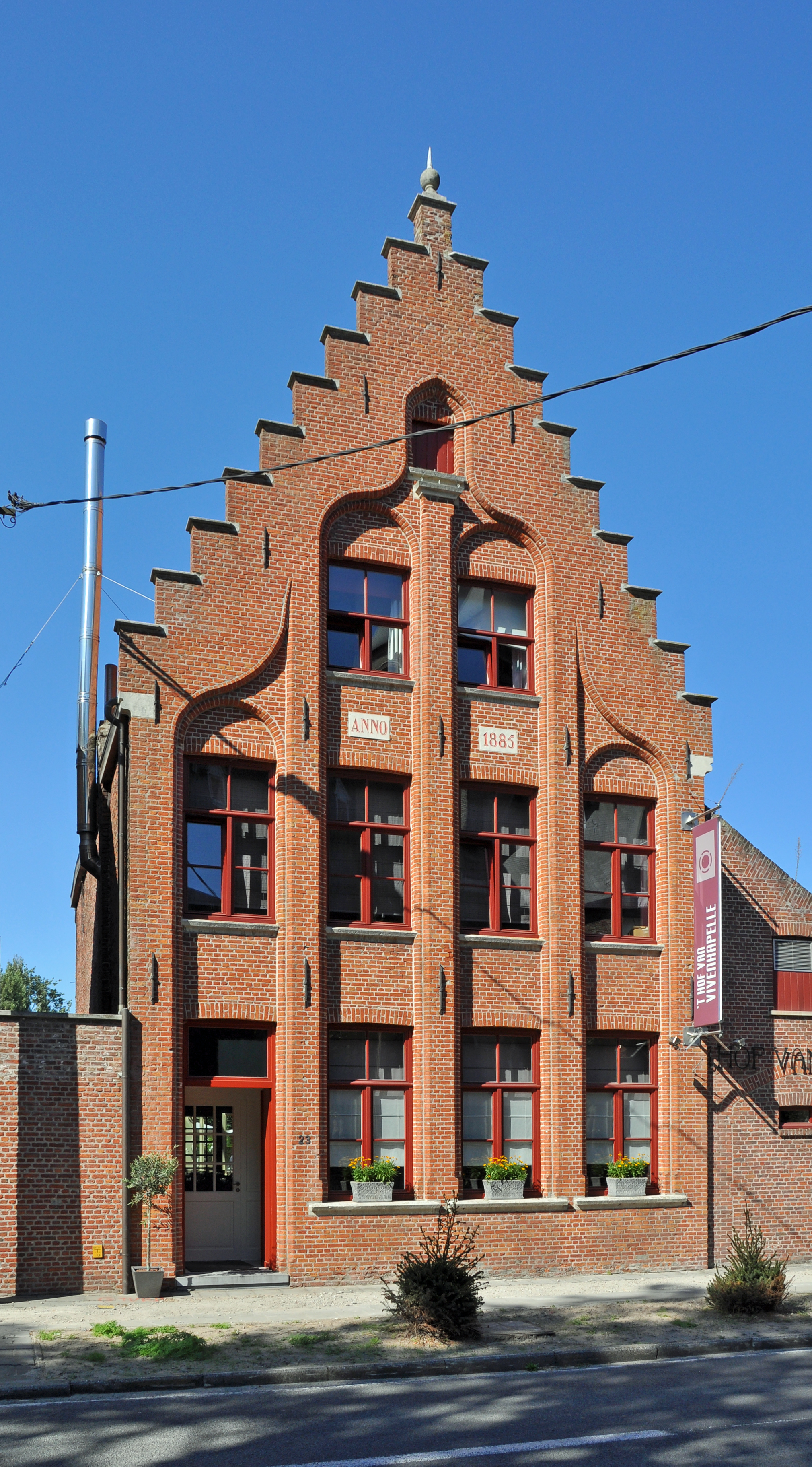
Casa Hof van Vivenkapelle
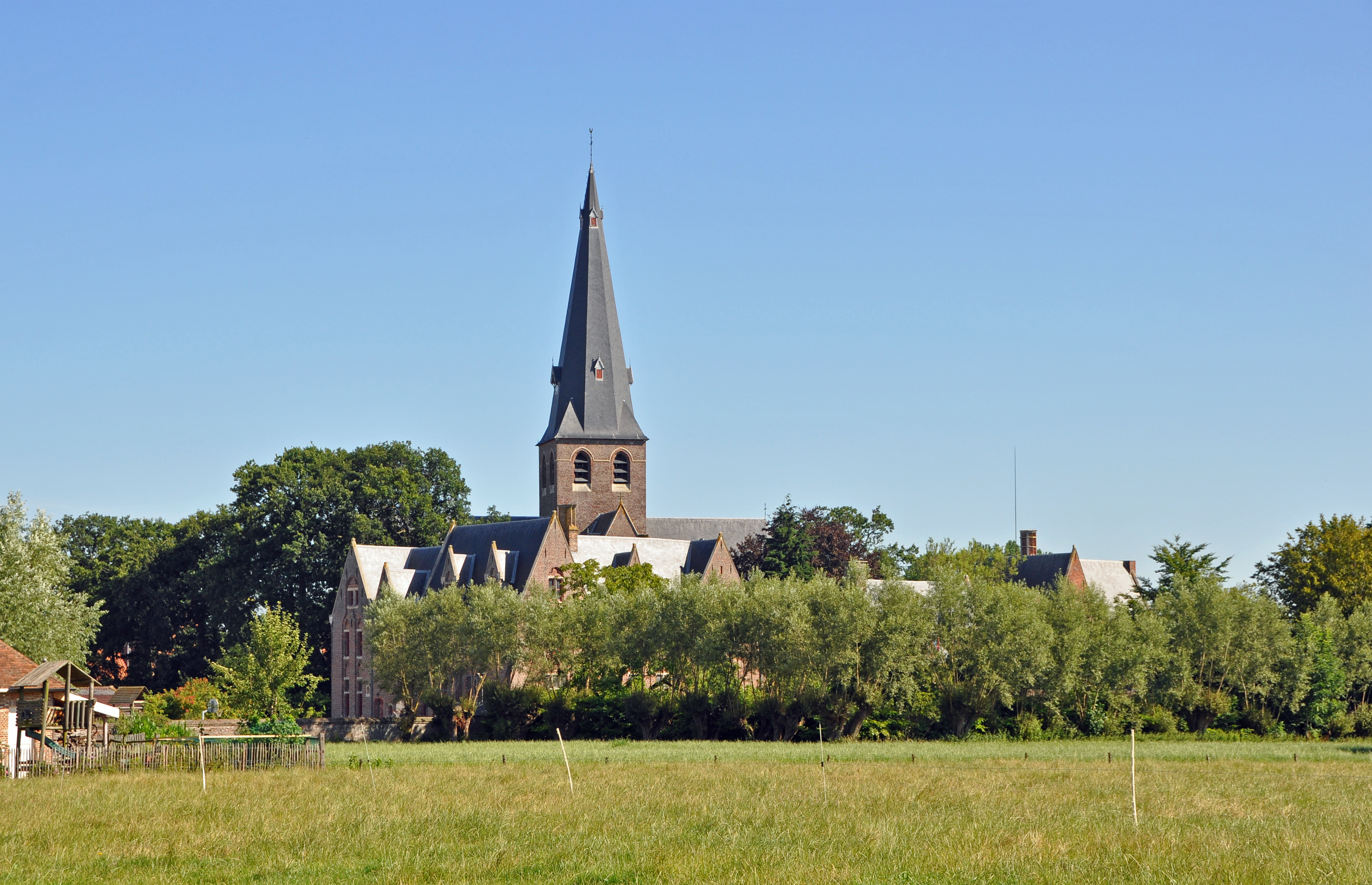
Església i monestir de Vivenkapelle
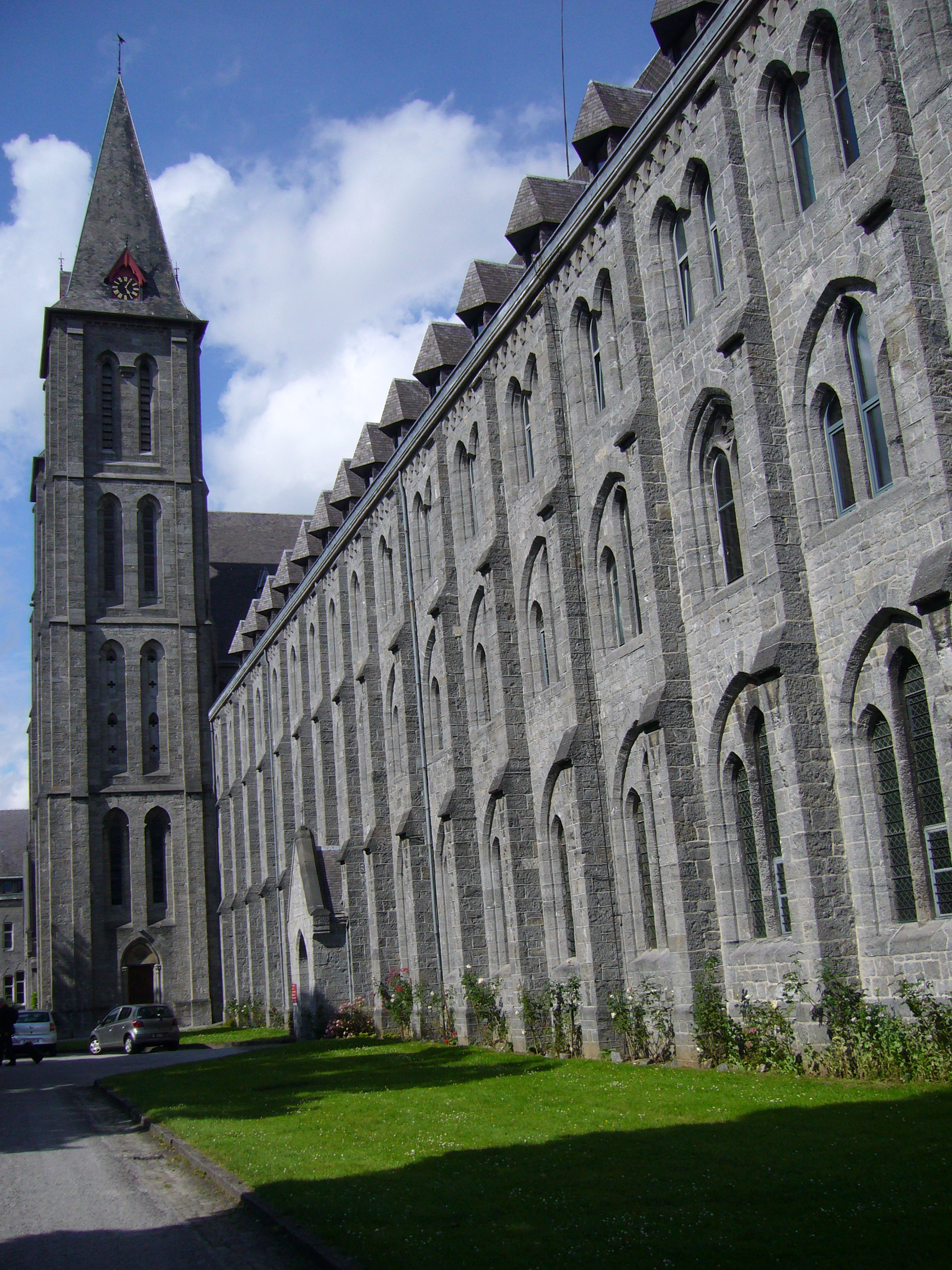
Monestir de Maredsous
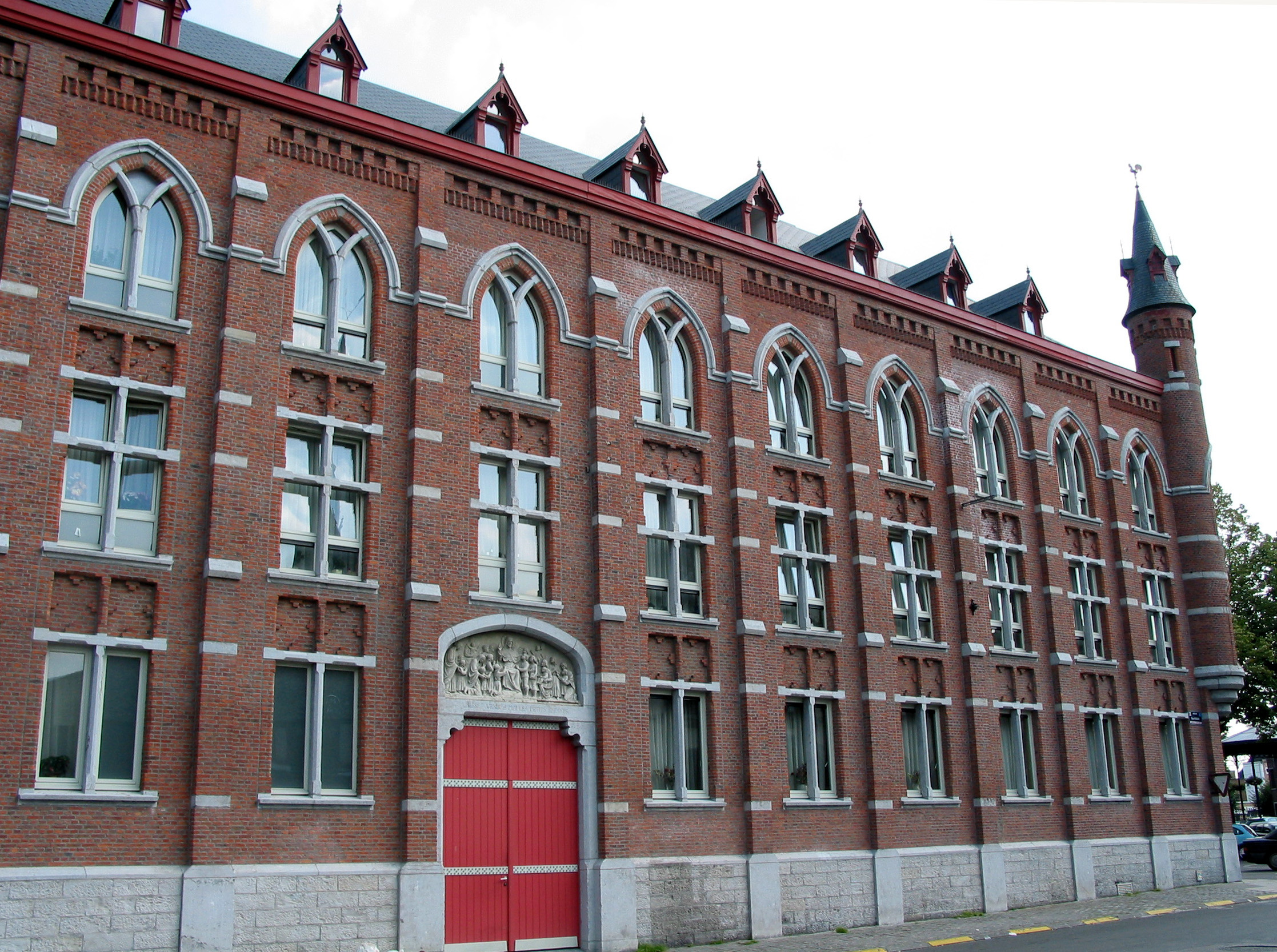
Boussu, antic orfanat
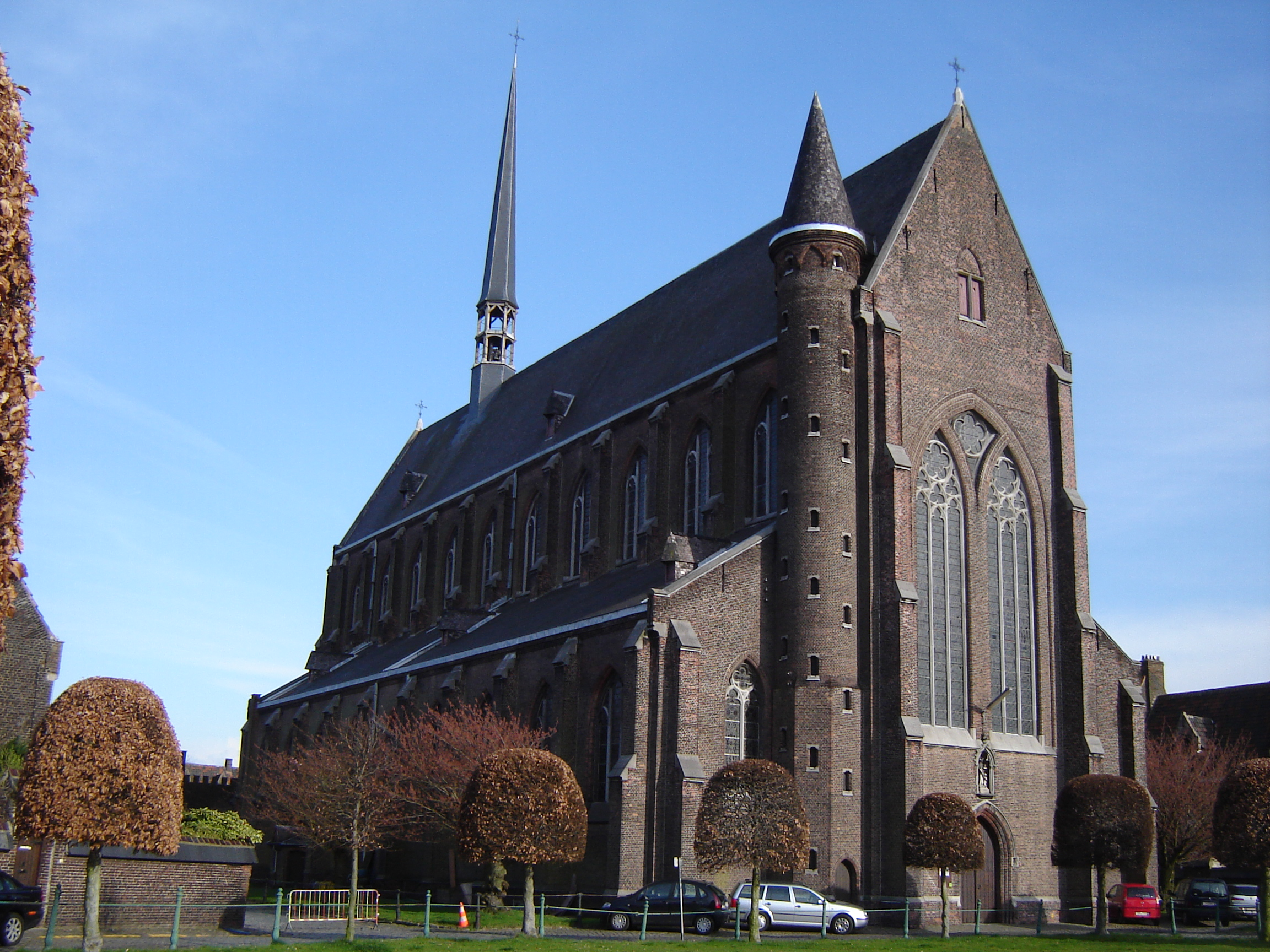
Església del beguinatge de Sint-Amandsberg
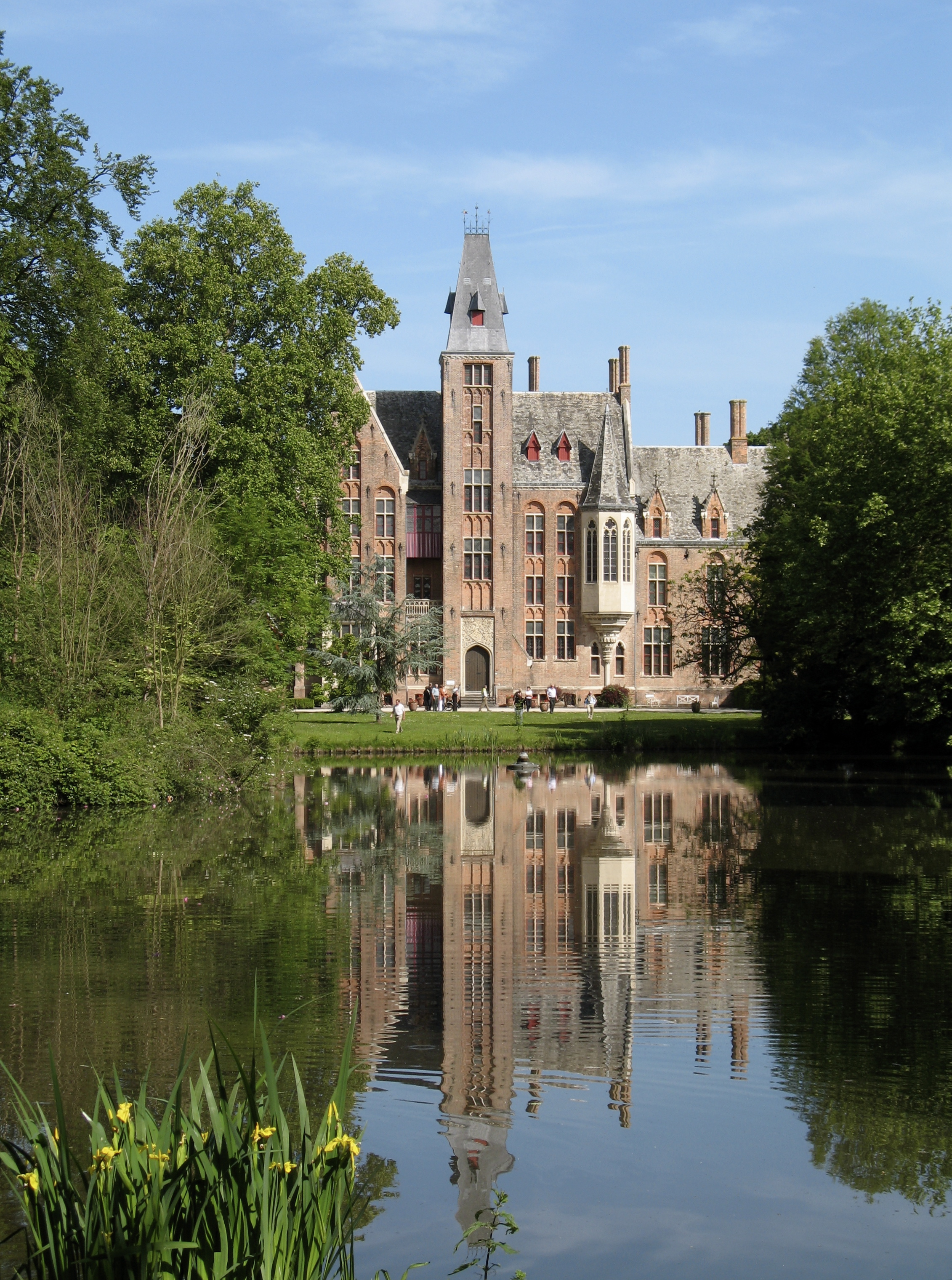
Castell de Loppem

- La capella Milanekapel (1846-1847) a Zwevegem
- L'església de Magdalena (1849) a Bruges
- El monestir de Maredsous
- El conjunt de capella i monestirs de Vivenkapelle (1861-1867)
- L'església del beguinatge de Sint-Amandsberg
- L'església de Marke
- L'altar del Sagrat Cor i el reliquiari de Jaume el Major de l'Església de Sant Jaume a Lieja